# Облиспкомзап
Областной исполнительный комитет советов рабочих, солдатских и крестьянских депутатов Западной области и фронта (сокращённо Облиспкомзап) — первый высший (между съездами Советов) законодательный орган советской власти на Западном фронте и на территории Витебской, Могилёвской, Минской, Виленской (на неоккупированной германскими войсками части), Смоленской (с апреля 1918 года) губерний, составлявших Западную область. Действовал с 26 ноября (9 декабря) 1917 года по 2 января 1919 года в Минске (с 19 февраля 1918 года — эвакуирован в Смоленск).
Был создан в результате слияния исполкомов областного Совета рабочих и солдатских депутатов (35 чел.), Совета крестьянских депутатов Минской и Виленской губерний (35 чел.) и фронтового комитета Западного фронта (100 чел.); также были включены и 17 представителей профсоюзов: рабочих (11 чел.), железнодорожников (4 чел.), почтово-телеграфных служащих (2 чел.). Северо-Западный областной комитет РКП(б) возглавлял всю военно-политическую и хозяйственную жизнь Западной области (с сентября 1918 года — Западной коммуны) и фронта. Состоял из 15 комиссариатов (отделов).
Президиум: председатель  Николай Владимирович Рогозинский, с 17 (30) января 1918 года Александр Фёдорович Мясников; товарищи председателя Н. И. Кривошеин, П. Козлов; секретари И. Я. Алибегов, Горощук, П. П. Осипов.
Для координации деятельности комиссариатов и решения наиболее важных вопросов был создан Совет народных комиссаров Западной области и фронта. Печатный орган — газеты «Советская правда», «Западная Коммуна». На II-м съезде Советов Западной области (10-14 апреля 1918 года, Смоленск) состав Облиспкомзапа уменьшен до 75-ти человек, созданы новые отделы. Ликвидирован в связи с созданием Временного рабоче-крестьянского советского правительства Белоруссии.